# Sophronica densepunctata
Sophronica densepunctata är en skalbaggsart som beskrevs av Stefan von Breuning 1939. Sophronica densepunctata ingår i släktet Sophronica och familjen långhorningar.
Artens utbredningsområde är Senegal. Inga underarter finns listade i Catalogue of Life.